# (9440) 1997 FZ1
A (9440) 1997 FZ1 a Naprendszer kisbolygóövében található aszteroida. Beijing Schmidt CCD Asteroid Program keretében fedezték fel 1997. március 29-én.